# Grand Prix ISU juniores in Canada
Il Grand Prix ISU juniores in Canada è una competizione internazionale di pattinaggio di figura. Si tiene in autunno e fa parte del circuito Grand Prix ISU juniores di pattinaggio di figura. Le medaglie sono assegnate nelle discipline del singolo maschile, singolo femminile, coppie e danza su ghiaccio.

## Vincitori

### Singolo maschile
| Anno        | Luogo     | Oro             | Argento          | Bronzo           |
| 1999        | Montréal  | Soshi Tananka   | Ryan Bradley     | Kensuke Nakaniwa |
| 2002        | Montreal  | Andrej Grjazev  | Evan Lysacek     | Jamal Othman     |
| 2005        | Montreal  | Patrick Chan    | Takahiko Kozuka  | Craig Ratterree  |
| 2011 Finale | Québec    | Jason Brown     | Yan Han          | Joshua Farris    |
| 2018        | Richmond  | Petr Gummenik   | Tomoki Hiwatashi | Adam Siao Him Fa |
| 2018 Finale | Vancouver | Stephen Gogolev | Petr Gummenik    | Koshiro Shimada  |

### Singolo femminile
| Anno        | Luogo     | Oro               | Argento              | Bronzo               |
| 1999        | Montréal  | Irina Nikolaeva   | Naomi Nari Nam       | Stacey Pensgen       |
| 2002        | Montreal  | Miki Andō         | Louann Donovan       | Cynthia Phaneuf      |
| 2005        | Montreal  | Akiko Kitamura    | Megan Oster          | Laura Dutertre       |
| 2011 Finale | Québec    | Julija Lipnickaja | Polina Šelepen       | Polina Korobejnikova |
| 2018        | Richmond  | Anna Ščerbakova   | Anastasia Tarakanova | Rion Sumiyoshi       |
| 2018 Finale | Vancouver | Alëna Kostornaja  | Aleksandra Trusova   | Alena Kanysheva      |

### Coppie
| Anno        | Luogo     | Oro                                     | Argento                                  | Bronzo                                |
| 1999        | Montréal  | Chantel Poirier / Craig Buntin          | Zhang Dan / Zhang Hao                    | Jaime O'Reilly / David Mollenkamp     |
| 2002        | Montreal  | Ding Yang / Ren Zhongfei                | Tiffany Stiegler / Johnnie Stiegler      | Jessica Dubé / Samuel Tetrault        |
| 2005        | Montreal  | Valerija Simakova / Anton Tokarev       | Ekaterina Šeremet'eva / Michail Kuznecov | Michelle Cronin / Brian Shales        |
| 2011 Finale | Québec    | Sui Wenjing / Han Cong                  | Katherine Bobak / Ian Beharry            | Britney Simpson / Matthew Blackmer    |
| 2018        | Richmond  | Anastasija Mišina / Aleksandr Galljamov | Apollinaria Panfilova / Dmitry Rylov     | Daria Kvartalova / Alexei Sviatchenko |
| 2018 Finale | Vancouver | Anastasija Mišina / Aleksandr Galljamov | Polina Kostiukovich / Dmitrii Ialin      | Apollinaria Panfilova / Dmitry Rylov  |

### Danza su ghiaccio
| Anno        | Luogo     | Oro                                   | Argento                              | Bronzo                                    |
| 1999        | Montréal  | Tanith Belbin / Benjamin Agosto       | Nelly Gouverst / Cedric Pernet       | Brenda Key / Ryan Smith                   |
| 2002        | Montreal  | Natal'ja Michajlova / Arkadij Sergeev | Alessia Aureli / Andrea Vaturi       | Morgan Matthews / Maxim Zavozin           |
| 2005        | Montreal  | Tessa Virtue / Scott Moir             | Ekaterina Bobrova / Dmitrij Solov'ëv | Mylène Lamoureux / Michael Mee            |
| 2011 Finale | Québec    | Viktorija Sinicina / Ruslan Žiganšin  | Anna Janovskaja / Sergej Mozgov      | Aleksandra Stepanova / Ivan Bukin         |
| 2018        | Richmond  | Marjorie Lajoie / Zachary Lagha       | Polina Ivanenko / Daniil Karpov      | Ksenia Konkina / Alexander Vakhnov        |
| 2018 Finale | Vancouver | Sofia Shevchenko / Igor Eremenko      | Arina Ushakova / Maxim Nekrasov      | Elizaveta Khudaiberdieva / Nikita Nazarov |